# Arisaema echinatum
Arisaema echinatum (лат.) — многолетнее травянистое клубневое растение, вид рода Аризема (Arisaema) семейства Ароидные (Araceae).

## Ботаническое описание
Клубень сжато-шаровидный, 2—4 см в диаметре.

### Листья
Катафиллов два, зелёные, без пятен, 4—20 см длиной.
Лист один. Черешок зелёный, без пятен, около 30 см длиной, у основания примерно на 6 см вложенный во влагалища, образующих ложный стебель. Листовая пластинка пальчатоперистая; листочки в числе 7—11, сидячие, снизу сизые, сверху зелёные, узко-эллиптические или обратноланцетовидные, неравные, в основании нисходящие, на вершине длинно заострённые, иногда с коротким нитевидным хвостовидным окончанием; центральный листочек с черешочком до 5 см длиной, 8—18 см длиной, 3—8 см шириной; наиболее удалённые 5—6 см длиной, 1,5—2 см шириной.

### Соцветия и цветки
Покрывало зелёное, без пятен или полосок. Трубка цилиндрическая, около 5,5 см длиной и 1,5 см в диаметре, в устье немного загнутая. Пластинка немного загнутая в основании, отогнутая наружу, овальная, около 5 см длиной и 8 см шириной, с длинным хвостовидным образованием с нитевидной частью до 8 см длиной.
Початок однополый. Женская часть коническая, 1,5—2 см длиной, 7—13 мм в диаметре у основания; завязь зелёная, формы бутылки; рыльце сидячее, фиолетовое. Мужская часть 2—2,5 см длиной; синандрий слабый; пыльников два или три; теки лопающиеся боковыми разрезами. Придаток вертикальный, зелёный, обычно с тёмно-пурпуровыми крапинками, цилиндрический, 5—7 см длиной, около 0,7 см в диаметре, морщинистый или с шипами, на ножке, на вершине закруглённый.
Цветёт в сентябре — январе.

### Плоды
Плоды — красные ягоды.
Семена в числе 1—3, яйцевидные, около 5 мм длиной.

## Распространение
Встречается в Индии (Ассам).
Растёт в вечнозелёных лесах, мшистых лесах, чащах, бамбуковых рощах, на скалах, на высоте 600—1600 м над уровнем моря.